# HotCha
HotCha是由3人所組成的前香港女子組合，2007年4月4日出道，成員包括張惠雅（Regen）、張紋嘉（Crystal）及黎美言（Winkie）。2014年8月，HotCha拆夥。2022年4月24日，成員黎美言於社交媒體宣布無興趣再重組Hotcha，Hotcha正式成為歷史。

## 前成員

### 張惠雅
- 姓名：張惠雅（Regen）
- 本名：張惠儀
- 出生日期：1988年9月7日（36歲）
- 離隊年月：2011年9月
- 離隊原因：增值自己而前往澳洲工作假期

張惠雅於2013年回歸後以SOLO歌手的身份回歸樂壇，並推出新歌《Get Back》。

### 張紋嘉
- 姓名：張紋嘉（Crystal）
- 本名：張維恩
- 出生日期：1985年7月21日（40歲）
- 離隊年月：2014年8月
- 離隊原因：HotCha正式解散

張紋嘉將主力唱歌、寫書及舞台劇。

### 黎美言
- 姓名：黎美言（Winkie）
- 本名：黎嘉穎
- 出生日期：1987年10月18日（37歲）
- 離隊年月：2014年8月
- 離隊原因：HotCha正式解散

黎美言將主力從商，開設演藝學校及Fitness Gym。

## 歷史
HotCha於2007年4月4日正式加入香港樂壇。三位成員是在不同場合被Neway Star所發掘，Regen於2004年參加了Neway舉辦的「星途大戰歌唱比賽」，並獲得季軍；Crystal於2006年與鄭融拍攝了一輯「Neway06世界盃決賽周」宣傳片；而Winkie則是參加了2006年度動漫節舞蹈大賽「The One Dance Competition」被發掘。
HotCha三位成員各自有其所精的舞種：Regen擅長Hip Hop，Crystal擅長Modern Jazz，Winkie則擅長Jazz Funk。
HotCha於正式發佈會前曾被公司安排到日本的著名演藝訓練學校、曾培養過不少日本巨星的《Avex》接受訓練。「HotCha」一詞於外國有「狂熱」、「熱愛」的意思，因此代表了HotCha三位成員十分狂熱、熱愛表演。
2011年其中一名成員Regen（張惠雅）於完成《3個人在途上》的宣傳活動後到澳洲工作假期，HotCha暫時改組。但兩名成員將繼續娛樂事業，領銜主演《時光之光》舞台劇。
2014年8月，HotCha拆伙。HotCha成立7年之時，唱片公司接納了各自發展的提議，並推出單曲《另一頁》，同時收錄在新歌加精選唱片內。拆伙後，Crystal（張紋嘉）將主力唱歌、寫書及舞台劇，Winkie（黎美言）將主力從商 開設演藝學校及Fitness Gym，而Regen（張惠雅）主力拍劇。
2018年，HotCha成立11周年，合體舉辦十周年慈善演唱會。3位成員於演唱會前接受訪問時表示過去真的經常嗌交，但現在成員間都懂得互相欣賞，友情和默契仍在。

## 歌唱事業
HotCha於2007年10月18日推出首張專輯《HotCha HotCha》，更先後推出加熱版及熱賀本，令她們成為2007年最暢銷的新人組合。Hotcha又於12月13日在香港銅鑼灣世貿中心門外舉行她們的首個小型音樂會。其實她們曾在同年4月4日於同一地方舉行出道記招發佈會，但當時只演唱了《Vanilla》一曲。
於2008年底，HotCha推出第二張專輯《SEXXY-FUNИY-COOL》，更與不同的音樂人合作，如農夫及方大同。
Hotcha出道還不夠兩年，就能在2008年12月22日，於九龍灣國際展貿中心舉行她們的首個公開售票演唱會「YOU ARE MY HotCha Debut Dance LIVE」。演唱會以跳舞為主題，Hotcha在上台演繹了她們出道以來的所有歌曲。演唱會中，三人都有各自獨白與獨唱的環節。
跳舞環節方面，Hotcha大秀其跳舞本錢，挑戰高難度，除了一口氣唱跳Hotcha自己的十多首快歌如《不要防曬》、《Party Girl》、《小野蠻》等等名作及大跳鬥牛舞外，更分別模仿國際級跳舞天后在MV內的精彩舞姿：Winkie演出美國天后Beyonce的Crazy In Love；Crystal演出日本天后安室奈美惠的Sexy Girl；Regen演出韓國天后BoA的Eat You Up，這表現出三人在舞蹈上的實力及各自的獨特風格。眾項目當中，以三人的才藝環節最令人驚喜，Regen變為Popper，與香港著名機械舞者Popper 88大跳雙人機械舞；Winkie化身為Rapper，與MC Gold Mountain在台上鬥Rap；Crystal則與DJ Jason合作，表演捽碟。
HotCha在2011年推出專輯《三個人在途上》，推出新歌《素顏假期》《三個人在途上》等。
踏入2012時，在一次的公開活動中，HotCha的成員Regen再次出現，她們在台上唱出最新單曲——禮物街。Regen會在香港逗留數天後回到澳洲去繼續讀書，HotCha的其餘成員指，很希望公司能給她們一個旅遊節目，讓她們可以見面。 而在5月11日，HotCha再次派上全新單曲《Hot Lady》。6月29日，HotCha派出《2Beautiful》，此歌也是Regen離隊後第二首2個成員主唱的歌。7月20日，HotCha推出專輯《01 03》，這是HotCha首張以二人姿態推出的專輯。2013年，HotCha的經理人指Regen已經回港，但暫時仍未能安排合作。
2014年8月21日，有消息指HotCha三位成員會再次合體推出全新單曲，但之後會解散。8月22日，三位成員出席「港台太陽計劃學堂畢業禮」時合唱新歌《另一頁》，新歌於同日派上電台；之後三人在接受訪問時亦確認解散的報道，而三人作個人發展後亦會有不同的發展方向，但否認三人之間有不和。
2018年，HotCha重組並於6月3日九龍灣國際展貿中心EMax匯星舉辦一場「HotCha Are U My Best Friend十周年回憶慈善演唱會」。為配合演唱會有兩首新歌，分別為《Are You Still My Best Friend》和《紅白黑》。
2020年，《Chill Club》邀請今年成軍13周年的組合HotCha作嘉賓，這次是成員張紋嘉（Crystal）、張惠雅（Regen）及黎美言（Winkie）繼兩年前演唱會後再度合體。
2022年4月24日，成員黎美言於社交媒體透露原本計劃舉行15週年演唱會，及後因不滿另一位成員張惠雅在訪問中的用字而告吹，並為事件向粉絲致歉。

## 演藝事業
影視作品方面，HotCha於2007年參與演出的大多為單元劇的其中一集，包括《森之愛情》及《盛裝舞步愛作戰》。2008年中，她們於《尖子攻略》所演出的戲份則比較多，亦開始為電影動話配音及拍攝電影，首部演出的作品為《親愛的》。

## 書籍
HotCha在2007年香港書展時曾推出寫真集，與《不要防曬》一曲的音樂錄影帶一同於馬來西亞拍攝，但此寫真卻不作公開售賣，只隨新Monday雜誌送出。翌年書展，星島出版社推出她們的第二本寫真集，150本附送紀念T恤、大碟及襟章的特別版。
2013年7月書展時，Regen舉行新書簽名會，Crystal和Winkie有到場支持。這次是HotCha相隔年多後，再次以3人姿態會見傳媒。Regen在訪問中表示自己將於2014年才歸隊，2013年將作個人發展，且於9月推出個人EP。

## 其他
HotCha官方國際歌迷會於2008年1月19日成立，名為「喝茶會（取同音是HotCha）」，與官方歌迷會成立前歌迷組織的「喝茶會」同名，名稱來自「HotCha」一字的諧音。歌迷會亦有舉辦一些歌迷活動，例如在HotCha成立一周年當日舉行燒烤慶祝活動。由於另一香港女子三人組合Freeze與HotCha同期出道，而且組合名稱剛好是一冷（Freeze）一熱（HotCha），因此她們常被外界作比較。HotCha主要以健康為主，而Freeze則以性感為主。

## 唱片

### 個人專輯
- 2007年10月18日 HotCha HotCha（CD+DVD）
- 2008年11月2日 SEXXY-FUNИY-COOL（CD+DVD）
- 2009年11月17日 Shall We Dance? Shall We Love?（CD+DVD）
- 2010年6月18日 Our Favorites 我們最愛的 新曲加精選（CD+DVD）
- 2011年8月24日 3個人在途上（CD+DVD）
- 2012年7月20日 0103（CD+DVD）
- 2014年9月29日 New Chapter Ultimate Collection（4CD）

### 合輯
- 2007年12月8日 LOVE 07 情歌集 壓軸篇（Disc2 #07 不要防曬 HotCha）
- 2008年11月20日 LOVE 08 情歌集（Disc1 #10 咖啡或茶 HotCha）

### 其他歌手之專輯
- 2009年11月30日 I Am Chilam〔Disc1 #3 情愛現代事故 （與張智霖合唱）〕
- 2010年8月9日 The Sixth Sense〔Disc1 #4 時光之光 （與葉文輝合唱）〕

## 個人創作
- 周覓@Super Junior-M - 距離的擁抱 (Crystal 填詞)

## 未收錄於唱片歌曲
- 《童話之夢》（動畫俏皮劍俠小紅帽之粵語版主題曲）
- 《星光下的思念》（李紫昕合唱）
- 《星光下的思念（國語）》（李紫昕合唱）
- 《美少女戰士》（動畫美少女戰士之粵語版J2主題曲）
- 《Let There Be Music》（群星合唱，2011香港亞洲流行音樂節主題曲）

## 派台歌曲成績
| 派台歌曲成績                        | 派台歌曲成績                 | 派台歌曲成績 | 派台歌曲成績 | 派台歌曲成績 | 派台歌曲成績 | 派台歌曲成績                                              |
| ----------------------------------- | ---------------------------- | ------------ | ------------ | ------------ | ------------ | --------------------------------------------------------- |
| 唱片                                | 歌曲                         | 903          | RTHK         | 997          | TVB          | 備註                                                      |
| 2007年                              |                              |              |              |              |              |                                                           |
| HotCha HotCha                       | Vanilla                      | 8            | 11           | 4            | -            | 另派Step Mix版本                                          |
| HotCha HotCha                       | 不要防曬                     | 11           | 17           | 8            | 1            | 首支冠軍歌                                                |
| HotCha HotCha                       | 你的味道                     | -            | -            | 8            | 7            |                                                           |
| HotCha HotCha                       | 白色手機                     | -            | 16           | -            | -            |                                                           |
| HotCha HotCha 熱賀本                | Party Girl                   | 6            | 1            | 3            | 1            | 跨年上榜                                                  |
| 2008年                              |                              |              |              |              |              |                                                           |
| HotCha HotCha 熱賀本                | 咖啡或茶                     | 2            | -            | 3            | -            |                                                           |
| Sexxy Funny Cool                    | 了了                         | 9            | 15           | 3            | -            |                                                           |
| Sexxy Funny Cool                    | 火熱悶棍La La La             | 4            | -            | -            | -            | 與I Love You Boyz合唱                                     |
| Sexxy Funny Cool                    | 小野蠻                       | 20           | 4            | 4            | 6            |                                                           |
| Sexxy Funny Cool                    | You Are My Best Friend       | 7            | 1            | 2            | 2            |                                                           |
| Sexxy Funny Cool（2.0讚賀版）       | 我要最喜愛的                 | -            | 8            | 3            | 3            | 翌年上榜                                                  |
| 2009年                              |                              |              |              |              |              |                                                           |
| Sexxy Funny Cool（2.0讚賀版）       | 然後會想起你                 | -            | 7            | 4            | -            |                                                           |
| Shall We Dance? Shall We Love?      | 時光之光                     | -            | -            | 5            | -            | 與葉文輝合唱 流行南方粵語兒歌大匯：2                      |
| Shall We Dance? Shall We Love?      | 變大                         | 11           | 5            | 3            | 3            |                                                           |
| Shall We Dance? Shall We Love?      | 對我有感覺                   | 7            | 3            | 3            | 1            |                                                           |
| 2010年                              |                              |              |              |              |              |                                                           |
| Shall We Dance? Shall We Love?      | 大場面                       | 3            | 3            | 4            | -            |                                                           |
| I Am Chilam                         | 情愛現代事故                 | 13           | 3            | 6            | -            | 與張智霖合唱                                              |
| Shall We Dance? Shall We Love?      | 兩個人心動                   | -            | -            | -            | 9            | 《對我有感覺》國語版                                      |
| Our Favorites 我們最愛的 新曲加精選 | 屈尾十                       | 3            | 1            | 1            | 1            | 首支三台冠軍歌                                            |
| Our Favorites 我們最愛的 新曲加精選 | 不愛也是一種愛               | -            | -            | 5            | -            |                                                           |
| 2011年                              |                              |              |              |              |              |                                                           |
| 3個人在途上                         | 素顏假期                     | 3            | 3            | 2            | 2            |                                                           |
| 3個人在途上                         | 三個人在途上                 | -            | 8            | 6            | 3            | 跨年上榜                                                  |
| 2012年                              |                              |              |              |              |              |                                                           |
| 0103                                | Hot Lady                     | 4            | 3            | 4            | 2            |                                                           |
| 0103                                | 2 Beautiful                  | -            | 6            | 2            | -            |                                                           |
| 2014年                              |                              |              |              |              |              |                                                           |
| New Chapter Ultimate Collection     | 另一頁                       | -            | -            | -            | 3            |                                                           |
| 2018年                              |                              |              |              |              |              |                                                           |
|                                     | Are You Still My Best Friend | 16           | 14           | -            | -            | 「HotCha Are U My Best Friend十周年回憶慈善演唱會」主題曲 |
|                                     | 紅白黑                       | -            | -            | 9            | -            |                                                           |

| 各台冠軍歌總數 | 各台冠軍歌總數 | 各台冠軍歌總數 | 各台冠軍歌總數 | 各台冠軍歌總數    |
| -------------- | -------------- | -------------- | -------------- | ----------------- |
| 903            | RTHK           | 997            | TVB            | 備註              |
| 0              | 3              | 1              | 4              | 四台冠軍歌總數：0 |

- （*）仍在榜上
- （×）沒有派台至相關平台

## 演出作品

### 電視劇（香港電台）
- 漂流吧！涌口健二！（Regen 飾演 劉美蘭，節目重溫（页面存档备份，存于））
- 愛回家 （單元劇）（Winkie）
- 有房出租2010 （Regen 飾演 阿Cat，Winkie、Crystal客串）

### 電視劇（無線電視）

#### 2007年
- 森之愛情－整容藥丸（HotCha 飾演 服裝店員）

#### 2008年
- 盛裝舞步愛作戰（HotCha 客串演出單元四）
- 尖子攻略（HotCha 飾演 啦啦隊隊員）

#### 2010年
- 五味人生（Regen主演，Winkie、Crystal客串）
- 掌上明珠（Crystal客串）

#### 2011年
- 團圓（Crystal客串）

#### 2013年
- 貓屎媽媽（Regen 飾演邊恕人 Sherman）

### 電視節目

#### 2007年
- 《愚樂I Love U Summer》－海南島（HotCha擔任嘉賓）
- 《翡翠歌星賀台慶》
- 《歡樂滿東華》
- 《香港同胞慶祝五十八周年國慶晚會》
- 《放學ICU》
- 《慈善星輝仁濟夜2008》
- 《第30屆十大中文金曲》
- 《新城勁爆頒獎禮2007 》
- 《2007年度叱咤樂壇流行榜頒獎典禮》
- 《2007年度十大勁歌金曲頒獎典禮 》
- 《2007勁歌金曲優秀選第三回 》
- 《勁歌金曲》
- 《2007年度兒歌金曲頒獎典禮 》
- 《2007 TVB最受歡迎廣告頒獎禮》

#### 2008年
- 《激優一族》
- 《金鼠出來恭喜你》
- 《大埔迎奧運嘉年華》
- 《深水埗百日倒數迎奧運嘉年華》
- 《亮相》
- 《鐵甲無敵獎門人》
- 《三個女人一個噓》
- 《筋肉擂台》
- 《翡翠歌星賀台慶》
- 《新城勁爆頒獎禮2008》
- 《2008年度叱咤樂壇流行榜頒獎典禮 》
- 《第31屆十大中文金曲》
- 《2008年度兒歌金曲頒獎典禮 》
- 《2008年度十大勁歌金曲頒獎典禮》
- 《勁歌金曲》
- 《2008勁歌金曲優秀選第三回》
- 《2008勁歌金曲優秀選第二回》
- 《2008勁歌金曲優秀選第一回》
- 《2008 TVB最受歡迎廣告頒獎禮》

#### 2009年
- 《鐵甲無敵獎門人》
- 《肥牛開運》
- 《娛樂直播》（嘉賓訪問）
- 《慈善星輝仁濟夜》
- 《鐵甲無敵獎門人》
- 《耳分高下》
- 《博愛無敵獎門人》
- 《掌故王》
- 《美女廚房》
- 《農夫小儀嬉》
- 《大咕窿》第二輯 (Regen缺席)
- 《歡樂滿東華2009》
- 《翡翠歌星賀台慶》
- 《勁歌金曲》
- 《2009年度十大勁歌金曲頒獎典禮 》
- 《新城勁爆頒獎禮2009》
- 《2009年度叱咤樂壇流行榜頒獎典禮》
- 《第32屆十大中文金曲》
- 《勁歌金曲優秀選第三回》
- 《2009年度兒歌金曲頒獎典禮》
- 《2009 TVB最受歡迎廣告頒獎禮》

#### 2010年
- 《逐格鬥》
- 《兄弟幫》
- 《超級遊戲獎門人》
- 《博愛歡樂傳萬家》
- 《星光熠熠耀保良》
- 《超級遊戲獎門人大爆發》
- 《歡樂滿東華2010》
- 《荃加福祿壽》
- 《勁歌金曲優秀選第二回》
- 《勁歌金曲》
- 《2010年度十大勁歌金曲頒獎典禮 》
- 《新城勁爆頒獎禮2010》
- 《第33屆十大中文金曲》
- 《2010年度叱咤樂壇流行榜頒獎典禮》
- 《無間音樂》
- 《2010 TVB最受歡迎廣告頒獎禮》
- 《型人型樂館》
- 《反斗英語》

#### 2011年
- 《甜心先生》
- 《呂方‧唱出味道來》
- 《citywalk兔躍盛世迎新歲》
- 《博愛歡樂傳萬家》
- 《Music Café》
- 《巨聲工房》
- 《潮玩世家》
- 《香港亞洲流行音樂節》
- 《愛心無國界311燭光晚會》
- 《魔法擂台》
- 《勁歌金曲》
- 《福井初體驗》
- 《香港玄案》
- 《歡樂滿東華2011》
- 《姊妹淘》
- 《福祿壽大假光臨》
- 《變身男女Chok Chok Chok》
- 《第23屆CASH流行曲創作大賽》
- 《360˚音樂無邊》
- 《2011年度十大勁歌金曲頒獎典禮》

#### 2012年
- 《勁歌金曲》
- 《激優一族》
- 《放學ICU》
- 《金龍獻瑞耀保良》
- 《五覺大戰》
- 《夜宵磨》

#### 2013年
- 《夜宵磨》
- 《勁歌金曲》

#### 2014年
- 《I.T.行者》

#### 2018年
- 《飯聚現場》
- 《Good Night Show 全民星戰》

#### 2019年
- 《Good Night Show 發洩擂台》

#### 2020年
- 《Chill Club》
- 《晚吹有酒今晚吹》
- 《茶餐廳龍虎榜》

### 電影

#### 2008年
- 8月2日：《親愛的》
- 11月27日：《絕代雙嬌》

#### 2009年
- 1月23日：《家有囍事2009》(客串)
- 《愛得起》
- 《短暫的生命》（Crystal）

#### 2013年
- 《百星酒店》

### 微電影

#### 2012年
- 1月6日：我的女友叫小薇4 之 瘋狂小清單 (Winkie)
- 8月14日: 幸運曲奇  (Crystal)
- 小小花  (Crystal)

### 電影配音

#### 2008年
- 7月10日：《Keroro軍曹大電影3天空大作戰》
- 10月1日：《風雲決》

#### 2009年
- 7月9日：《Keroro軍曹大電影4翻兜侏儸紀》

## 音樂會

### 2007年
- 2007年7月21日 07新星歌舞鬥音樂會
- 2007年7月29日 MK1 Hotcha 迷你音樂會
- 2007年8月25日 太陽計劃 2007 Let's Go 南區音樂會
- 2007年12月13日 HotCha Hot Dance Party
- 2007年12月28日 Neway Shall We音樂會（與何韻詩、鄭融、王菀之、林海峰合作；九龍灣國際展貿中心EMax匯星舉行）

### 2008年
- 2008年4月20日 饑饉30閉幕音樂會
- 2008年4月25日 廣州08狂呼我Neway Hyper Live 音樂會（與鄧麗欣、方力申、吳雨霏、胡清藍、郭力行合作）
- 2008年5月5日 香港各界青少年一心一印迎奧運音樂會
- 2008年12月22日 YOU ARE MY HotCha Debut Dance LIVE 演唱會（九龍灣國際展貿中心EMax匯星舉行）

### 2009年
- 2009年5月8日 陳瑞祺（喇沙）書院40周年Variety Show
- 2009年11月24日A Love Journey with HotCha
- 2009年12月31日HotCha 1231 mini live

### 2010年
- 2010年11月13日Neway Music Live 2010 之 Hot Stars Party

### 2011年
- 2011年3月19日Music Café

### 2013年
- 2013年12月20日 觀塘官立中學學生會主辦的聖誕派對

### 2018年
- 2018年6月3日 HotCha Are U My Best Friend 十周年回憶慈善演唱會（九龍灣國際展貿中心EMax匯星舉行）

## 獎項
| 年份 | 獎項 |
| ---- | --- |
| 2007 | - 2007年度YAHOO!搜尋人氣大獎 ─ 樂壇新勢力（組合） - 2007年度新城勁爆兒歌頒獎禮得獎名單 ─ 新城勁爆兒歌《煙花祭》 - 新城勁爆頒獎禮2007 ─ 新城勁爆新人王 - 2007年度叱吒樂壇流行榜頒獎典禮 ─ 叱吒樂壇新力軍組合 金獎 - 2007年度十大勁歌金曲頒獎典禮 ─ 最受歡迎廣告歌曲大獎 銅獎 《你的味道》（味千拉麵） - 2007年度十大勁歌金曲頒獎典禮 ─ 最受歡迎組合獎 銅獎 - SINA Music樂壇民意指數頒獎禮2007 ─ 我最喜愛新組合 金獎 - 9+2音樂先鋒榜2007年度頒獎典禮 ─ 先鋒新組合 - 9+2音樂先鋒榜2007年度頒獎典禮 ─ 先鋒跳舞組合 - 2007年度香港PM樂壇頒獎禮 ─ 舞台人氣熱爆新組合 - 2007年度香港PM樂壇頒獎禮 ─ 卓越演繹新組合 - IFPI 香港唱片銷量大獎 2007 ─ 最暢銷本地新人組合 |
| 2008 | - yes!!の最♥情人選舉2008 ─ 香港 No.2 女情人（黎美言） - 2008年度兒歌金曲頒獎典禮 ─ 十大兒歌金曲 《童話之夢》 - 2008年度新城勁爆兒歌頒獎禮得獎名單 ─ 新城勁爆兒歌《童話之夢》 - yes!!IDOL2008 全港偶像總選 ─ 最Hot爆組合 - 2008年度YAHOO!搜尋人氣大獎 ─ 本地音樂女子組合 - 音樂先鋒榜2008年度頒獎典禮 ─ 先鋒樂隊組合 - 2008年度四台聯頒音樂大獎 ─ 卓越表現大獎 金獎 - 新城勁爆頒獎禮2008 ─ 新城勁爆組合大獎 - 新城勁爆頒獎禮2008 ─ 勁爆跳舞歌曲大獎 《小野蠻》 - 2008年度叱吒樂壇流行榜頒獎典禮 ─ 叱咤樂壇組合銅獎 - 2008年度十大勁歌金曲頒獎典禮 ─ 最受歡迎廣告歌曲獎 銅獎 《You are My Best Friend》（Neway） - 2008年度十大勁歌金曲頒獎典禮 ─ 最受歡迎組合獎 銀獎 - SINA Music樂壇民意指數頒獎禮2008 ─ 我最喜愛女組合（香港） - uChannel網上電台年度音樂評選 ─ Youth最愛組合 |
| 2009 | - 2009年度兒歌金曲頒獎典禮 ─ 十大兒歌金曲 《時光之光》 - yes!!IDOL2009 全港偶像總選 ─ 最Hot爆組合 - yes!!IDOL2009 全港偶像總選 ─ 最跳得女Idol - 2009年度YAHOO!搜尋人氣大獎 ─ 本地音樂組合 - 勁歌金曲優秀選第三回 ─ 得獎歌曲 《對我有感覺》 - 新城勁爆頒獎禮2009 ─ 新城勁爆跳舞歌曲 《變大》 - 新城勁爆頒獎禮2009 ─ 新城勁爆跳唱組合 - 2009年度十大勁歌金曲頒獎典禮 ─ 最受歡迎組合獎 銅獎 - 音樂先鋒榜2009年度頒獎典禮─ 先鋒跳舞歌手/組合 - 2009年度新城勁爆兒歌頒獎禮得獎名單 ─ 新城勁爆兒歌《時光之光》 - 2009年度新城勁爆兒歌頒獎禮得獎名單 ─ 新城勁爆兒歌組合 |
| 2010 | - 新城國語力頒獎禮2010 ─ 新城國語新勢力組合 - 華語金曲獎2010 ─ 優秀跳唱組合 - 勁歌金曲優秀選第二回 ─ 得獎歌曲 《屈尾十》 - yes!!IDOL2010 全港偶像總選 ─ 最Hot爆組合 - yes!!IDOL2010 全港偶像總選 ─ 最跳得女Idol - 新城勁爆頒獎禮2010 ─ 新城勁爆跳唱組合 - 2010年度十大勁歌金曲頒獎典禮 ─ 最受歡迎組合獎 銀獎 - 2010年度sina頒獎禮 ─ 最高點擊率歌曲 得獎歌曲 《屈尾十》 |
| 2011 | - 新城勁爆頒獎禮2011 ─ 新城勁爆跳唱組合 - 2011年度十大勁歌金曲頒獎典禮 ─ 最受歡迎廣告歌曲獎 銀獎 《素顏假期》（永成攝影器材有限公司） |
| 2012 | - 新城勁爆頒獎禮2012 ─ 新城勁爆組合 |

## 寫真集
- 2007年7月20日 《Hot's Walk @Malaysia》．
- 2008年7月23日 《On The Move》．
- 2009年7月22日 《3×39°C》．

## 散文集
- 2010年7月21日 《三覺》．

## 小說
- 2011年8月2日 《愛瘋說》（Crystal）．
- 2012年7月19日 《討愛瘋說》（Crystal）．
- 2012年7月19日 《Winkie潮遊岡山‧東京》（Winkie）．
- 2013年7月17日 《聽瘋說的女孩》（Crystal）．
- 2013年7月17日 《Regen大步走》（Regen）．
- 2014年7月16日 《一個人也要幸福》（Crystal）．

## 表演嘉賓

### 2009年
- 2009年8月28日 加拿大中文電台AM1470在溫哥華主辦的Sunshine Nation（表演嘉賓）

### 2010年
- 2010年8月18日 野仔十八戀來音樂會（表演嘉賓）（於國際展貿中心匯星舉行）

## 外部連結
- Facebook：Regen（页面存档备份，存于）、Crystal（页面存档备份，存于）、Winkie（页面存档备份，存于）
- Instagram：Regen的Instagram帳戶、Crystal的Instagram帳戶、Winkie的Instagram帳戶